# Воеводин, Александр Михайлович
Алекса́ндр Миха́йлович Воево́дин (род. 21 сентября 1950, Москва) — советский и российский актёр театра и кино, заслуженный артист Российской Федерации (2003).

## Биография
Родился 21 сентября 1950 года в Москве.
В 1971 году окончил Школу-студию МХАТ (курс В. К. Монюкова) и стал актёром Московского театра Сатиры.
Пробовался на роль Медведя в фильме «Обыкновенное чудо» Марка Захарова. Снялся в полутора десятках кинофильмов, среди которых такие картины, как: «Офицеры», «Горячий снег», «Дети Ванюшина», известная театральная работа — Керубино в спектакле «Безумный день, или Женитьба Фигаро». В 2004—2018 годах снимался в сериале «Возвращение Мухтара» в роли полковника Хрулёва.
Актёр дубляжа. Озвучиванием занимается с 1978 года, работал на ЦТ и Первом канале «Останкино».

## Роли в театре
- 1994 — «Укрощение строптивой» — Баптиста, богатый дворянин из Падуи
- 2005 — «Хомо Эректус» — Николай Егорович

Снятые с репертуара
- 1971 — «Безумный день, или Женитьба Фигаро» — Керубино (телеспектакль снят в 1974 году)
- 1983 — «В ожидании Годо» (полуподпольный спектакль) — Поццо[4]
- 1984 — «Ворон» — Дженнаро
- 1995 — «Как пришить старушку» — Джо Янки
- 2001 — «Орнифль» — профессор Галопен[5]
- 2002 — «Игра» — Муромский[6][7][8][9][10]
- 2008 — «Хозяйка гостиницы» — Маркиз Ф.[11][12]
- 2011 — «Вечерний выезд общества слепых» — Муж[13]
- 2015 — «Роковое влечение» — Шлезингер[14]

## Фильмография
- 1967 — Доктор Вера
- 1971 — Офицеры — Егор Трофимов
- 1972 — Горячий снег — младший лейтенант Беленький
- 1972 — За всё в ответе — Пухов-младший
- 1972 — Свеаборг — подпоручик Евгений Коханский
- 1973 — Дети Ванюшина — Алексей
- 1973 — Великое противостояние — Роман Сергеевич Каштанов
- 1975 — Невеста с севера — друг Артака
- 1976 — Преступление — Юра Глушко
- 1976 — Слово для защиты — Апухтин
- 1977 — «SOS» над тайгой — Легостаев
- 1981 — Через Гоби и Хинган
- 1982 — Найти и обезвредить — Дмитрий
- 1982 — Частная жизнь — Николай
- 1983 — Из жизни начальника уголовного розыска — водитель Малыча
- 1985 — Битва за Москву — политрук Василий Клочков
- 1990 — Место убийцы вакантно… — Плотников
- 1996 — Дела смешные — дела семейные
- 2002 — Железнодорожный романс — помощник начальника вокзала
- 2002 — Мужская работа 2
- 2002 — Глаза Ольги Корж
- 2003 — Люди и тени 2: Оптический обман — генерал
- 2003 — Возвращение Мухтара — подполковник Николай Николаевич Хрулёв
- 2003 — Спасти и выжить — следователь
- 2003 — Сыщик без лицензии — Михаил Лопатин (фильм № 3 «Окончательный диагноз»)
- 2004 — 2015 — Возвращение Мухтара-2 — подполковник (затем — полковник) Николай Николаевич Хрулёв
- 2004 — Красная площадь
- 2004 — Ландыш серебристый 2 — водитель (10-я серия)
- 2005 — Внимание, говорит Москва — майор Копылов
- 2006 — Таксистка-3 — полковник (11 серия)
- 2007 — Адвокат-4 — Владимир Фёдорович, отец Жанны (фильм № 7 «Чужое золото»)
- 2009 — Братья Карамазовы — пожилой господин
- 2008 — Жаркий лёд
- 2008 — Осенний детектив — Павел Логинов (фильм № 7 «Венецианское зеркало»)
- 2008 — Папины дочки — Александр Федотов, отец олигарха Василия Федотова (122-я серия)
- 2009 — Журов — майор (фильм № 5)
- 2012 — Хозяйка Белых ночей — адмирал Судаков
- 2013 — Станица — Василий Лукич, областной прокурор
- 2016 — Склифосовский. Реанимация — Иван Фёдорович Рыков, пациент
- 2016 — 2018 — Мухтар. Новый след — полковник Николай Николаевич Хрулёв
- 2020 — 2021 — Ищейка (4 и 5 сезоны) — Пётр Семёнович, отец Бориса Ненашева
- 2020 — Горюнов-2 — Михаил Сергеевич, адмирал

## Дубляж и закадровое озвучивание

### Фильмы
- 1981 — Мария, Мирабела — Скиперич[15] (дубляж киностудии «Союзмультфильм», 1981 г.)
- 1993 — Список Шиндлера[16] — Оскар Шиндлер (Лиам Нисон) (закадровый перевод «Киномания», 2005 г.)
- 1996 — Народ против Ларри Флинта[16] — Ларри Флинт (Вуди Харрельсон) (дубляж студии «Крем рекордз» по заказу компании «Ист-Вест», 1998 г.)
- 2003 — Невезучие[17] — Максимилиан Лефевр (Ги Деламарш) (дубляж объединения «Мосфильм-Мастер» по заказу компании «Централ Партнершип», 2003 г.)
- 2004 — Эффект бабочки[16] — Ленни (Элден Хенсон) (дубляж объединения «Мосфильм-Мастер» по заказу компании «Каро-Премьер», 2004 г.)
- 2005 — Моя ужасная няня[17][кто?] (дубляж студии «Пифагор», 2006 г.)
- 2008 — Пила 5[16] — Дэн Эриксон (Марк Ролстон) (дубляж студии «Пифагор» по заказу компании «Каскад фильм», 2008 г.)
- 2011 — Зелёный Шершень[17] — Майк Аксфорд (Эдвард Джеймс Олмос) (дубляж студии «Пифагор» по заказу компании «WDSSPR», 2011 г.)

### Телесериалы
- 1976—1977 — Рабыня Изаура[16][кто?] (дубляж Главной редакции кинопрограмм, 1988—1989 гг.)

### Мультсериалы
- 1985—1991 — Приключения мишек Гамми[17] — Густо Гамми, дедушка Кевина Сэр Гоуэн, Анвин, Гритти, главарь троллей Клатч (в серии «За рекой у троллей»), король Карпий (в серии «Гамми в позолоченной клетке»), Сэр Виктор (в серии «Белый рыцарь»), гоблины в последних сериях, эпизодические и второстепенные персонажи (дубляж студии кинопрограмм РГТРК «Останкино», 1991—1992 гг.); Колдун Гамми (дубляж студии «Пифагор» по заказу компании «Disney Character Voices International», 2009—2010 гг.)
- 1987—1990 — Утиные истории[16] — Скрудж Макдак (в дубляже 1991—1994 гг.), Братья Гавс (Обжора Гавс (в сериях «Не сдавать корабль!» и «Деньги исчезают»), Малявка/Малыш Гавс (в сериях «Оборотни» и «Герой по найму»), второстепенные и эпизодические персонажи (в дубляже 1991 года), объявляет название мультсериала, читает названия серий (в дубляже 1991—1992 гг.) (дубляж Телевизионной студии кинопрограмм 1990—1991 гг., 52 серии, студии кинопрограмм РГТРК «Останкино» 1992 г., 26 серий, студии «Нота» и студии «Пифагор» по заказу РТР 1994 г., 13 серий)
- 1988—1991 — Новые приключения Винни-Пуха — Кролик[16] (с 22 серии) (дубляж студии «Нота» по заказу РТР, 1992—1993 гг.)
- 1992—1994 — Русалочка[18] — морской конёк (в серии «Себастьян Великий»), старик-осьминог (в серии «Буян») (дубляж студии «Нота» и студии «Пифагор» по заказу РТР, 1994—1995 гг.)
- 1994—1995 — Аладдин[17] — Фейсал (в серии «Пернатые друзья»), Амин Дамула (в серии «Сулейман на вес золота»), Султан Пастах Аль Зубай (в серии «Семь ликов джинна»), эпизодические персонажи (дубляж фирмы «СВ-Дубль» по заказу РТР, 1996—1997 гг.)
- 1998—2001 — Котопёс[19] — Пёс, Кот (в сериях «Великая тайна происхождения» (части 1, 2, 3), «Котодакула», «День дурачков» и «Назад в школу») (дубляж творческой группы «Электрошок» (1-2 сезоны; 3 сезон, 1-18 серии; «Великая тайна происхождения») и «Арт-Дубляж» (3 сезон, 19-20 серии) по заказу Nickelodeon, 1999—2004 гг.)

## Озвучивание мультфильмов
- 1983 — Лягушонок (Весёлая карусель № 14) — вокал
- 1984 — Не хочу и не буду! — цыплёнок в зелёной бабочке
- 1986 — Геракл у Адмета — Адмет
- 1987 — КОАПП. Пробег — трубкозуб
- 1987 — Приключения маленьких друзей — пираты
- 1998—1999 — Незнайка на Луне — Козлик (в 9 серии «Незнайка ищет работу» и 11 серии «Знайка спешит на помощь»)
- 2004 — Умная дочка — Игнат